# Объект 476
Объект 476 (Т-64БМ, также использовался шифр «Кедр») — советский опытный средний и основной танк. 
Объект 476 разработан в конструкторском бюро Завода имени Малышева. Модернизация Т-64Б с установкой двигателя 6ТД-1 мощностью 1000 л. с. Серийно не производился.

## История создания
После принятия на вооружение Т-64А встал вопрос о дальнейшем повышении его характеристик. Поскольку новые западные танки первой половины 1970-х годов превосходили стоявшие на вооружении и перспективные советские средние танки по подвижности, основные работы велись в направлении совершенствования силовой установки. В 1975 году была начата опытная конструкторская работа на эту тему под руководством Н. К. Рязанцева. Из-за того, что двигатель 5ТДФ и так работал почти на пределе своих возможностей, дальнейшее его форсирование было на тот момент невозможно, поэтому для повышения мощности до 1000 л. с. было предложено перейти к 6-цилиндровой схеме. Предложение получило одобрение в Министерстве оборонной промышленности.
В 1976 году был изготовлен первый опытный образец двигателя 6ТД-1, который прошёл чистовые и заводские испытания. В период с 1976 года по 1979 год были собраны три опытных танка «Объект 476». Боевые машины создавались на базе танка Т-64Б, однако использовали новую башню с улучшенными броневыми свойствами конструкции Н. А. Шомина. Кроме того, моторно-трансмиссионный отсек был переоборудован под установку двигателя 6ТД-1.
К 1979 году «Объект 476» прошёл межведомственные испытания. По результатам испытаний было принято решение о разработке конструктивных и технических решений по переоборудованию находящихся в производстве и проходящих капитальный ремонт танков Т-64А, Т-64АК, Т-64Б и Т-64Б1, а полученный научно-технический задел по конструкции новой башни использовать в дальнейшем при создании нового основного танка «Объект 478».
Техническая документация на модернизацию с ремоторизацией (а для Т-64А и Т-64АК раннего выпуска — также с заменой башни со вставками из стали высокой твёрдой[неизвестный термин] на серийную образца 1975 года с керамическим наполнителем из корундовых шаров) была утверждена 25 января того же года, но реально процесс начался только в декабре 1983 года, вёлся в ограниченных объёмах, и в 1985 году был завершён; модернизированные основные танки получили обозначения Т-64АМ, Т-64АКМ, Т-64БМ и Т-64Б1М.
В 2021 году на мощностях харьковского завода им В. А. Малышева и Харьковского БТРЗ выполняется контракт по модернизации 12 машин Т-64БМ-2 до уровня объект 476 «Кедр» Архивная копия от 22 апреля 2021 на Wayback Machine..

## Описание конструкции
На танках «Объект 476» устанавливалась новая литая башня, имевшая комбинированный тип брони в лобовой проекции. Между стальными стенками размещались броневые пластины, заполненные полиуретаном. Впоследствии такая конструкция башни была использована при создании танков «Объект 478» и Т-80А.
Основное вооружение «Объекта 476» составляла 125-мм гладкоствольная танковая пушка 2А46. Возимый боекомплект составлял 42 выстрела. Пушка оснащалась стабилизатором 2Э26. С пушкой был спарен 7,62-мм пулемёт ПКТ с возимым боекомплектом 1500 патронов. Для борьбы с воздушными целями и легкобронированной техникой на башенке командира устанавливался 12,7-мм зенитный пулемёт НСВТ с боекомплектом в 300 патронов.